# Olindia schumacherana
Olindia schumacherana, conocida en inglés como white-barred tortrix, es una polilla de la familia Tortricidae que se encuentra en la mayor parte de Europa. La polilla fue descrita por el zoólogo danés, Johan Christian Fabricius en 1787.

## Descripción
La envergadura es de 11 a 16 mm. Es una especie fácilmente reconocible, aunque su apariencia puede variar. Las alas tienen un color negro mezclado con fondo marrón oscuro. A lo largo del borde dorsal hay una cinta angosta de color marrón rojizo. A través del medio de cada ala hay una amplia banda blanca.
Los adultos vuelan en junio y julio; vuelan si se los molesta, aunque rápidamente vuelven al refugio. Los machos vuelan bajo el sol de la tarde, mientras que las hembras vuelan después del anochecer.

## Ciclo de vida
Las larvas se alimentan de varias plantas herbáceas, enrollan una hoja y se alimentan en su interior. Los alimentos incluyen especies de Ajuga, anémona, aguileña (Aquilegia vulgaris), saxífraga dorada (especies de Chrysosplenium), celidonia (Ficaria verna), arcángel amarillo (Lamium galeobdolon), Mercurialis perennis y arándano (Vaccinium myrtillus). La pupa se puede encontrar en junio, en el alojamiento de las larvas o en el suelo en un capullo.

## Galería

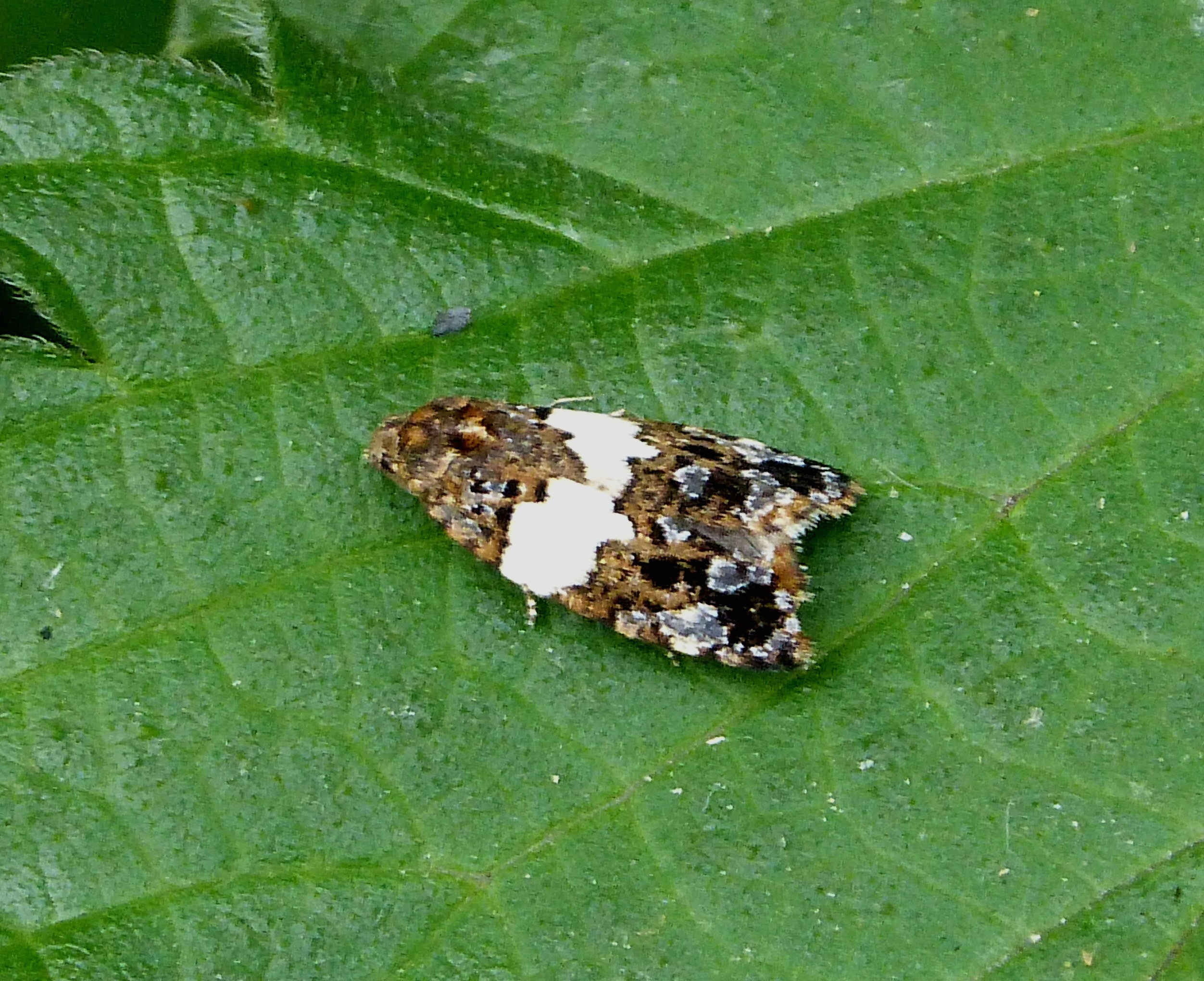
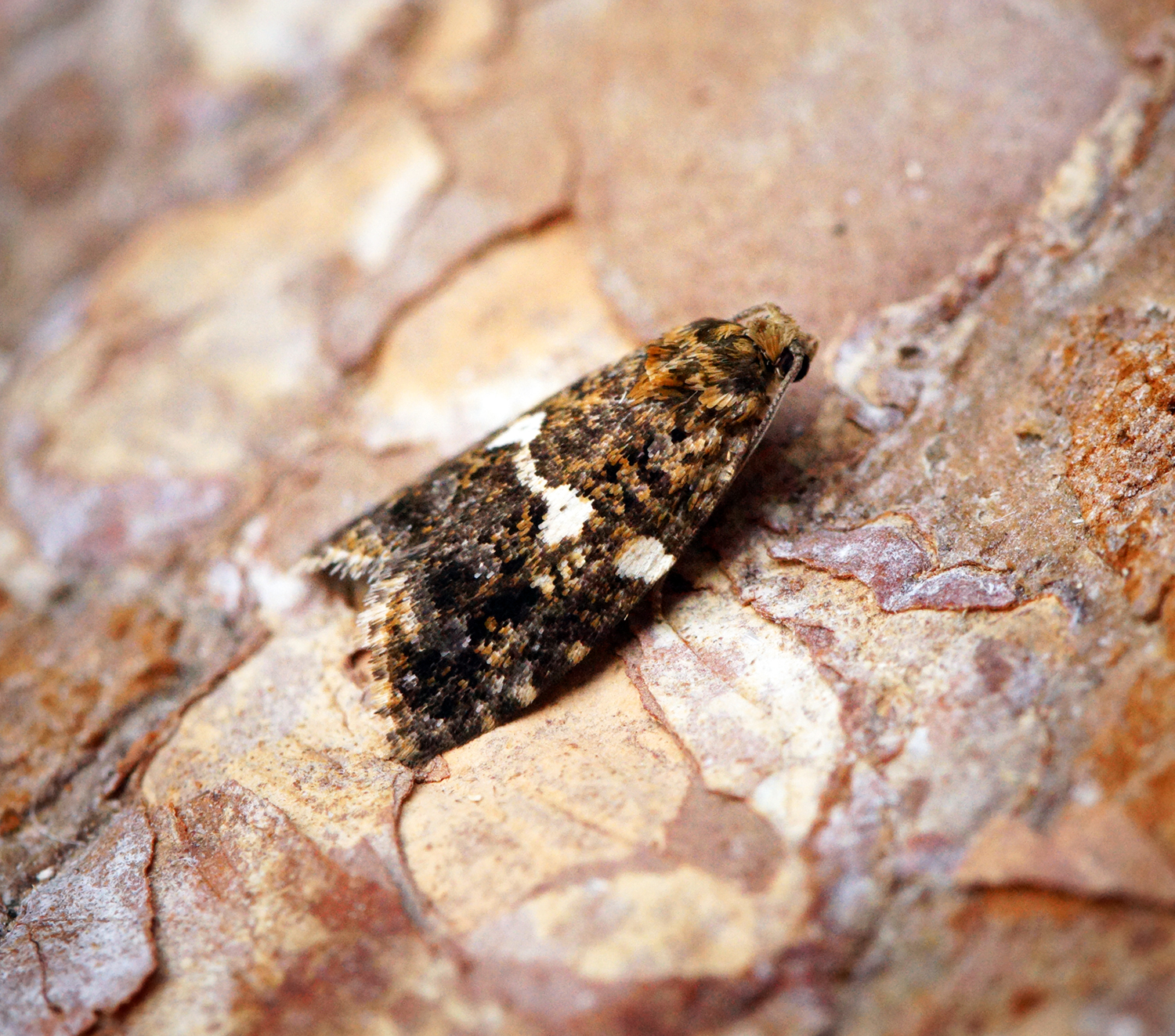